# S. Stanhope Orris

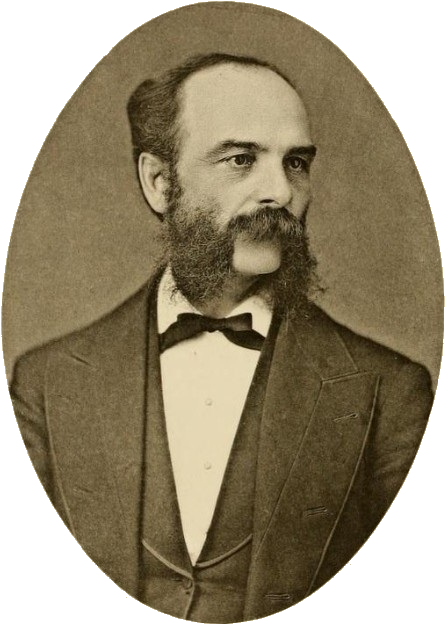
S. Stanhope Orris (1879)

Samuel Stanhope Orris, meist abgekürzt: S. Stanhope Orris (* 19. Februar 1838 in Ickesburg, Pennsylvania; † 17. Dezember 1905 in Harrisburg, Pennsylvania), war ein US-amerikanischer Klassischer Philologe.

## Leben
Samuel Stanhope Orris studierte am College of New Jersey in Princeton, wo er 1862 den Bachelor erlangte. 1865 absolvierte er das Princeton Theological Seminary und erwarb den Master of Arts. Nach einem Jahr als Lehrer wurde er im Mai 1866 zum Priester ordiniert und mit der Leitung der presbyterianischen Gemeinde in Spruce Creek, Pennsylvania beauftragt. Von 1869 bis 1870 vertiefte er seine Studien an einer deutschen Universität.
Nach seiner Rückkehr arbeitete Orris in der Missionskapelle der reformierten Kirche in New York. 1873 wechselte er als Professor of Greek an das Marietta College. Am College of New Jersey (seit 1896 Princeton University), wo er 1875 zum Ph.D. promoviert wurde, wurde er 1877 als Associate Professor of Greek Language and Literature und Instructor in Greek Philosophy angestellt. Im folgenden Jahr wurde er zum Full Professor befördert. 1888 bis 1889 war er  Annual Director der American School of Classical Studies at Athens. 1889 erhielt er den Titel Doctor of Letters des Lafayette College. Von 1889 bis 1890 war er Direktor der American School of Classical Studies at Athens. 1902 wurde er in Princeton emeritiert.
Orris beschäftigte sich hauptsächlich mit der Philosophie von Platon und Aristoteles.